# ارناندس
ارناندس (انگلیسی: Ernandes؛ زادهٔ ۱۱ نوامبر ۱۹۸۷) بازیکن فوتبال اهل برزیل است.
از باشگاه‌هایی که در آن بازی کرده‌است می‌توان به باشگاه فوتبال شریف تیراسپول و باشگاه ورزشی ویتوریا اشاره کرد.